# Epipocus sallaei
Epipocus sallaei är en skalbaggsart som beskrevs av Henry Stephen Gorham 1889. Epipocus sallaei ingår i släktet Epipocus och familjen svampbaggar. Inga underarter finns listade i Catalogue of Life.